# 634659 Colombo
634659 Colombo este o planetă minoră (asteroid) din centura de asteroizi. A fost descoperită pe 23 februarie 2012 la  de . 
Obiectul prezintă o orbită caracterizată de o semiaxă mare de 2,7779808283354 UAi, o excentricitate de 0,048802905554667, o înclinație de 6,3138878240157 ° în raport cu ecliptica.